# Autourgion
Un autourgion (en grec byzantin αὐτούργιον / autoúrgion ; au pluriel autourgia), littéralement « ce qui travaille tout seul », désigne dans l'Empire byzantin tout bien produisant sans nécessité d'investissement supplémentaire, en particulier, les biens agricoles produisant régulièrement un revenu sans investissement supplémentaire autre que le travail de leur entretien — e.g. verger, oliveraie, pâturage, roselière, vignoble, moulin, four.
Dans l'idéal autarcique et de bonne gestion des grands propriétaires fonciers byzantins, les autourgia jouent un rôle important comme en témoigne le conseil donné par Kekaumenos à son fils : 

« Fais faire des autourgia, c'est-à-dire des moulins et des ateliers, des jardins et tout ce qui te donnera chaque année son fruit, par fermage ou métayage ; plante des arbres de toute sorte et des roseaux, qui chaque année te rapporteront sans mal ; c'est ainsi que tu seras tranquille ; aie des bêtes, bœufs de labour, porcs, moutons, et tout ce qui croît et se multiplie tout seul chaque année : voilà ce qui te procurera abondance à table et plaisir en tout. »